# بییاگنسالو
بییاگنسالو (به اسپانیایی: Villagonzalo) یک شهرستان در اسپانیا است که در استان باداخس واقع شده‌است.